# Ludwig Wicki
Ludwig Wicki (* 1960 in Hellbühl, Kanton Luzern) ist ein Schweizer Komponist, Posaunist und Dirigent.

Ludwig Wicki bei einem Interview (2007)

## Leben
Wicki, dessen Eltern im Kanton Luzern eine Landwirtschaft führten, studierte Posaune bei Rolf Bodendorfer und Professor Branimir Slokar sowie Chorleitung und Orchesterdirektion bei  Martin Flämig,  Ewald Körner und  Donato Renzetti. Von 1980 bis 1989 war er Posaunist im Orchester der AML (Luzerner Sinfonieorchester) sowie Gründungsmitglied der San Marco Bläser, und des Philharmonic Brass Quintetts Luzern.
Ludwig Wicki wirkte als Dirigent und Posaunist bei  Fernseh-, Radio- und CD-Aufnahmen mit. 2007 wurde ihm der Anerkennungspreis des Kunst- und Kulturpreises der Stadt Luzern verliehen.
Seit 1989 ist er Professor für Posaune und Kammermusik an der Hochschule Luzern, seit 2004 Dozent für Dirigieren an der Hochschule der Künste Bern und seit 2007 ist er als Studienleiter für Blasmusik Direktion an beiden Hochschulen verantwortlich.
Chef-Dirigent der Brassband Bürgermusik Luzern war Ludwig Wicki von 1991 bis 2009 und Stiftskapellmeister an der Hofkirche Luzern ist er seit 1998. Er ist künstlerischer Leiter des Renaissance Ensembles II Dolcimelo Luzern und der Bläserformation Ensemble Beaufort.
Als Gründer und Künstlerischer Leiter des 21st Century Orchestra, führt er  spezielle Filmmusikkonzerte auf und tätigt eine Zusammenarbeit mit den Filmkomponisten Howard Shore, Randy Newman, und Martin Böttcher.
2008 hatte er die Leitung der Weltpremiere von „The Fellowship of the Ring“ im KKL Luzern, mit dem 21st Century Symphony Orchestra und die erste komplette Live-Aufführung der Original-Filmmusik zum ersten Film der Trilogie Der Herr der Ringe. Diese Projekte sind weithin unter dem Namen „Live To Projection“ bekannt. Im März 2009 folgte der zweite Teil der Live-Aufführung der Trilogie und im Februar 2010 beendete der dritte Teil die Reihe. Im Mai 2012 dirigierte er auf dem "5th Film Music Festival" in Krakau, Polen, das Orchester zu dem Film Das Parfum vor Live-Publikum.
Wicki war bis 2011 der einzige Dirigent, der diese Konzerte leitet und war mit ihnen schon zu Gast in Deutschland, Polen, den USA und London. Im Oktober 2009 durfte er, zusammen mit seinem Orchester, auch in New York gastieren. Weitere Aufführungen in Europa und Amerika sind vorgesehen.